# Barão de Mossâmedes
Barão de Mossâmedes, por vezes Moçâmedes, é um título nobiliárquico criado por D. Maria I de Portugal, por Carta de 13 de Agosto de 1779, em favor de José de Almeida e Vasconcelos, antes 13.º Senhor de Mossâmedes de juro e herdade e depois 1.º Visconde da Lapa.
Titulares
1. José de Almeida e Vasconcelos, 13.º Senhor e 1.º Barão de Mossâmedes, 1.º Visconde da Lapa;
2. José Maria Manuel de Almeida e Vasconcelos, 2.º Barão de Mossâmedes;
3. Manuel de Almeida e Vasconcelos, 3.º Barão de Mossâmedes, 2.º Visconde e 1.º Conde da Lapa;
4. Manuel Francisco de Almeida e Vasconcelos, 4.º Barão de Mossâmedes, 3.º Visconde e 2.º Conde da Lapa.

Após a Implantação da República Portuguesa, e com o fim do sistema nobiliárquico, usaram o título: 
1. Manuel das Misericórdias de Melo e Castro de Almeida e Vasconcelos, 5.º Barão de Mossâmedes, 4.º Visconde e 3.º Conde da Lapa;
2. Eugénia Cecília de Almeida e Vasconcelos, 6.ª Baronesa de Mossâmedes, 5.ª Viscondessa e 4.ª Condessa da Lapa;
3. Pedro Manuel d'Almeida e Vasconcelos, 6.º Visconde e 5.º Conde da Lapa, 7.º Barão de Mossâmedes.[2]